# Дандолк
Дандолк (англ. Dundalk, ірл. Dún Dealgan) — місто в Ірландії, адміністративний центр графства Лаут. Знаходиться на узбережжі Ірландського моря приблизно за 80 кілометрів на північ від Дубліну. Населення 35085 осіб. Заснований в 1189 році.
Залізнична станція на лінії Дублін — Белфаст. Мілководний морський порт. Вузол автодоріг на Белфаст, Грінор, Дублін, Лондондеррі.
Місто виникло навколо нормандського лицарського замку, збудованого в XII столітті.
В центральній частині Дандолка зберігся середньовічний облік.
В місті зокрема розташовані підприємства компаній «Xerox», «General Electric», «ABB», «Becton Dickinson», «Abbott Laboratories», «Heinz», а також броварня компанії Diageo, на якій виробляється найпопулярніший в країні лагер Harp.

## Спорт
В Дандолку базується футбольний клуб «Дандолк», заснований в 1903 році.

## Відомі мешканці
- Джон Філіп Голланд — (1840 — 1914) — американський інженер, будівельник підводних човнів. Працював вчителем в Дандолку в школі Colaiste Ris.
- Френсіс Леопольд Мак-Клінток — (1819—1907) — полярний дослідник, адмірал.
- Томас Культер — (1793—1843) — ірландський лікар, ботанік і мандрівник XIX століття, член Королівської ірландської академії.
- The Corrs — ірландський фолк-рок гурт з міста Дандолк, у склад якої входять члени сім'ї Корр: сестри Андреа (лідер-вокал, вістл), Шерон (скрипка, вокал), Керолайн (ударні, перкусія, боран, вокал) і брат Джим (гітара, клавішні, вокал).
- Стів Стонтон — народився в 1969 році один з найвідоміших ірландських футболістів, захисник.

## Галерея

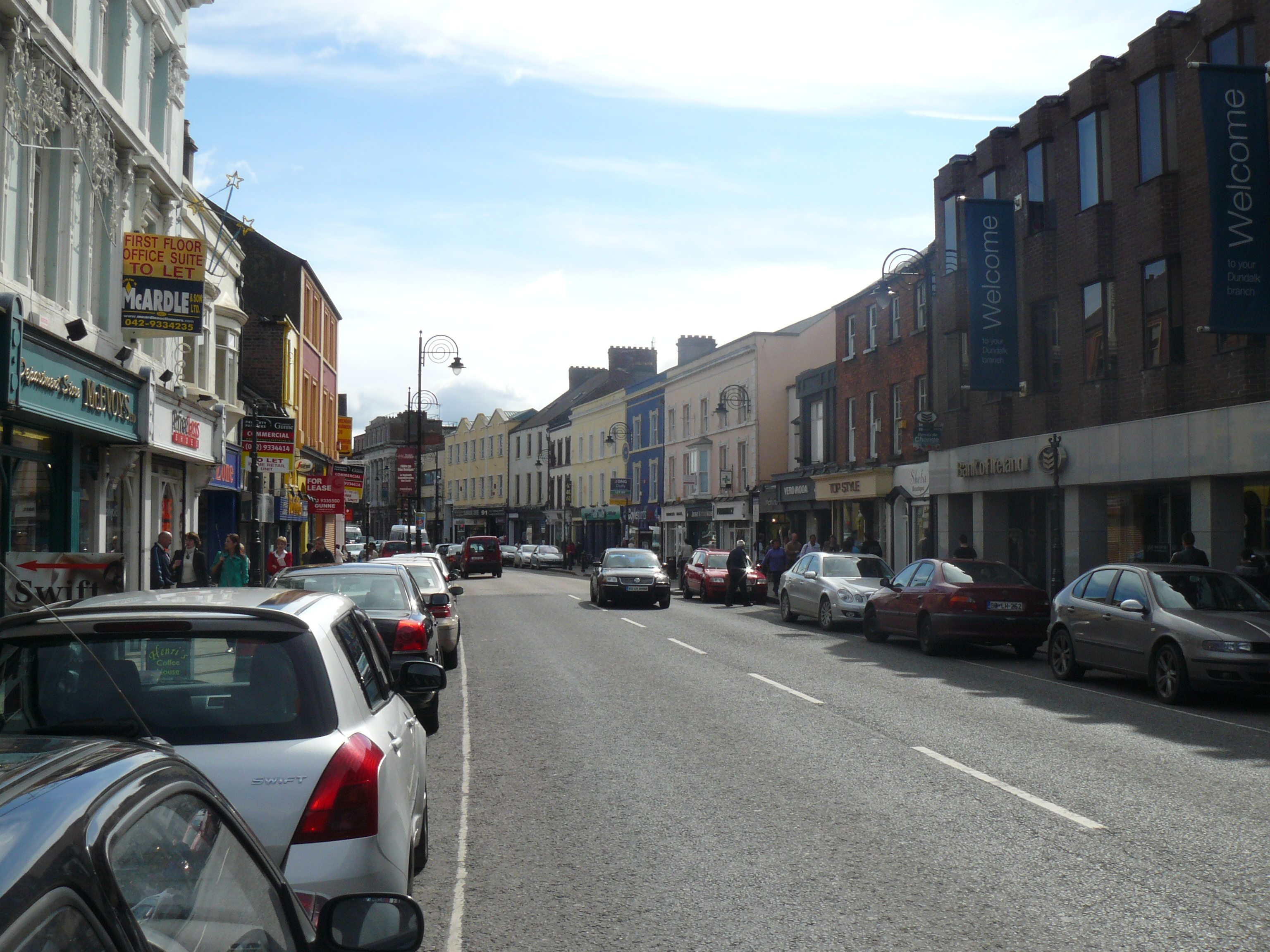
Вулиця Кланбрессіл
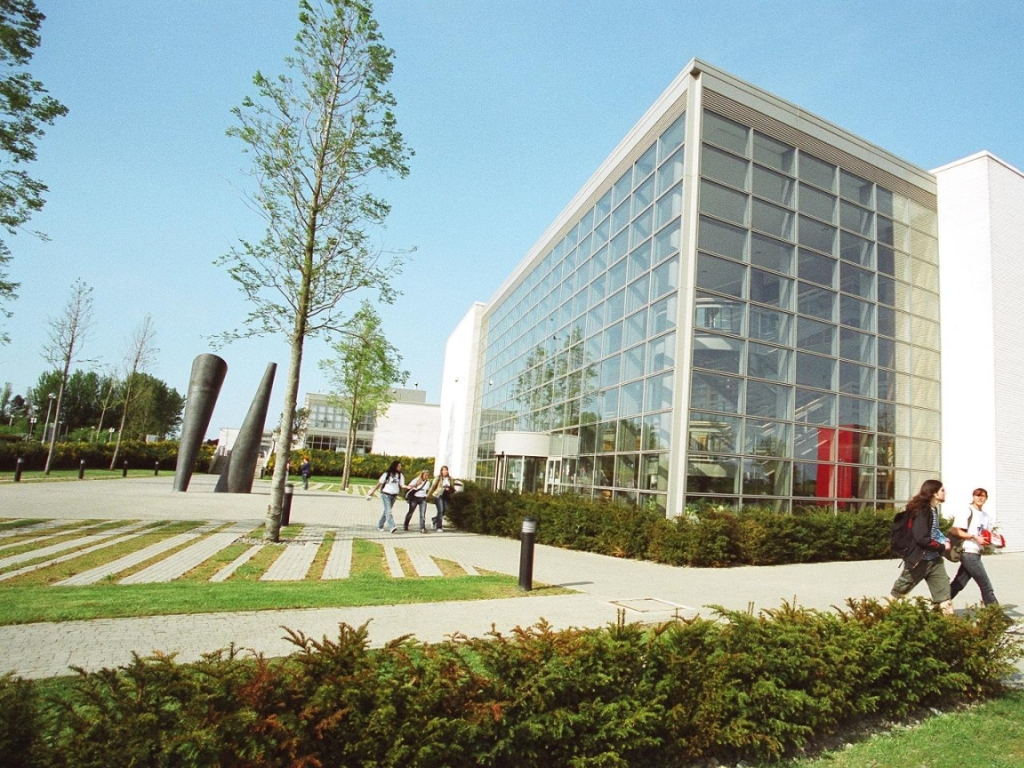
Дандолкський технологічний інститут
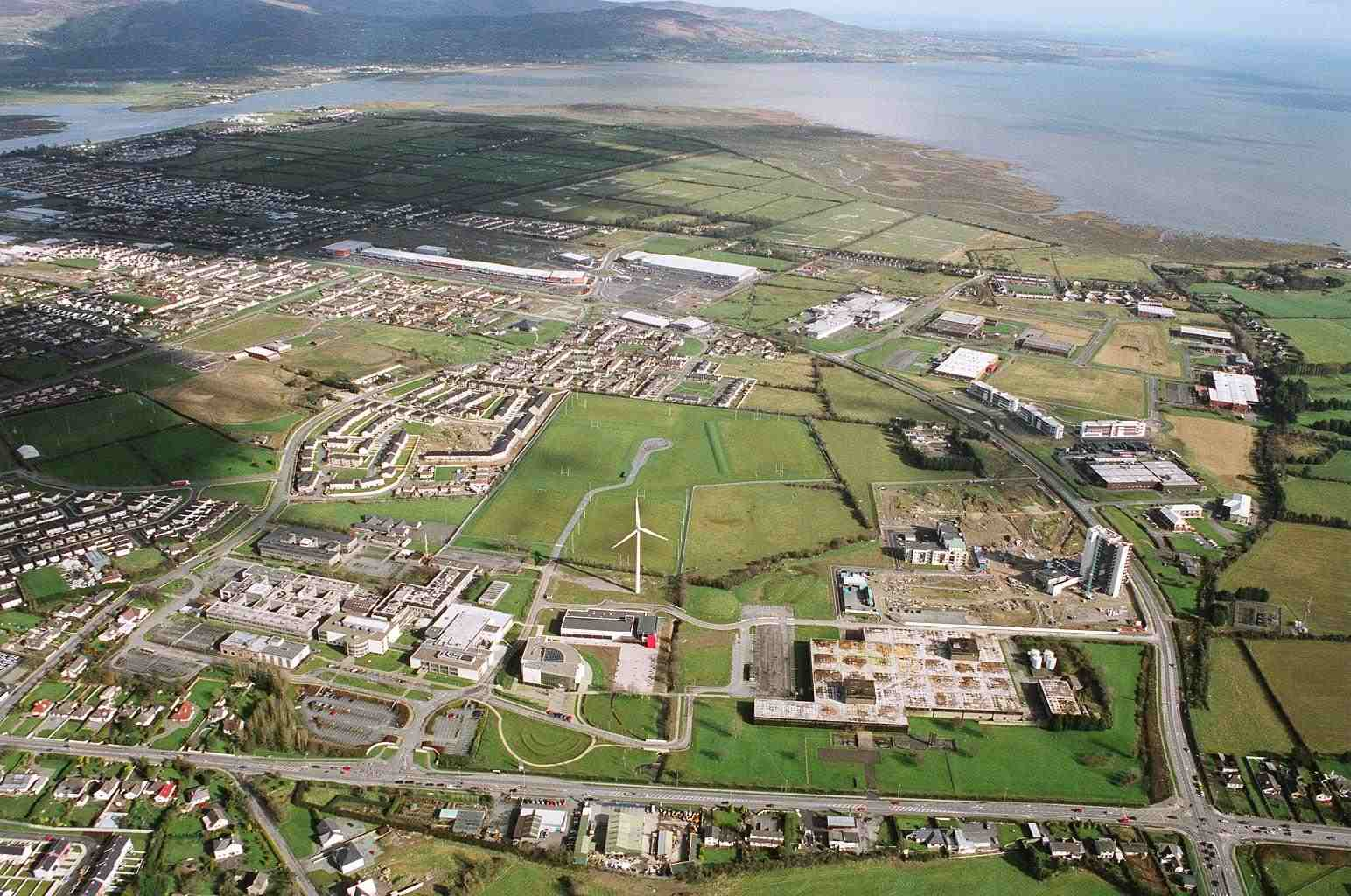
Вигляд з літака, у центрі Дандолкський технологічний інститут
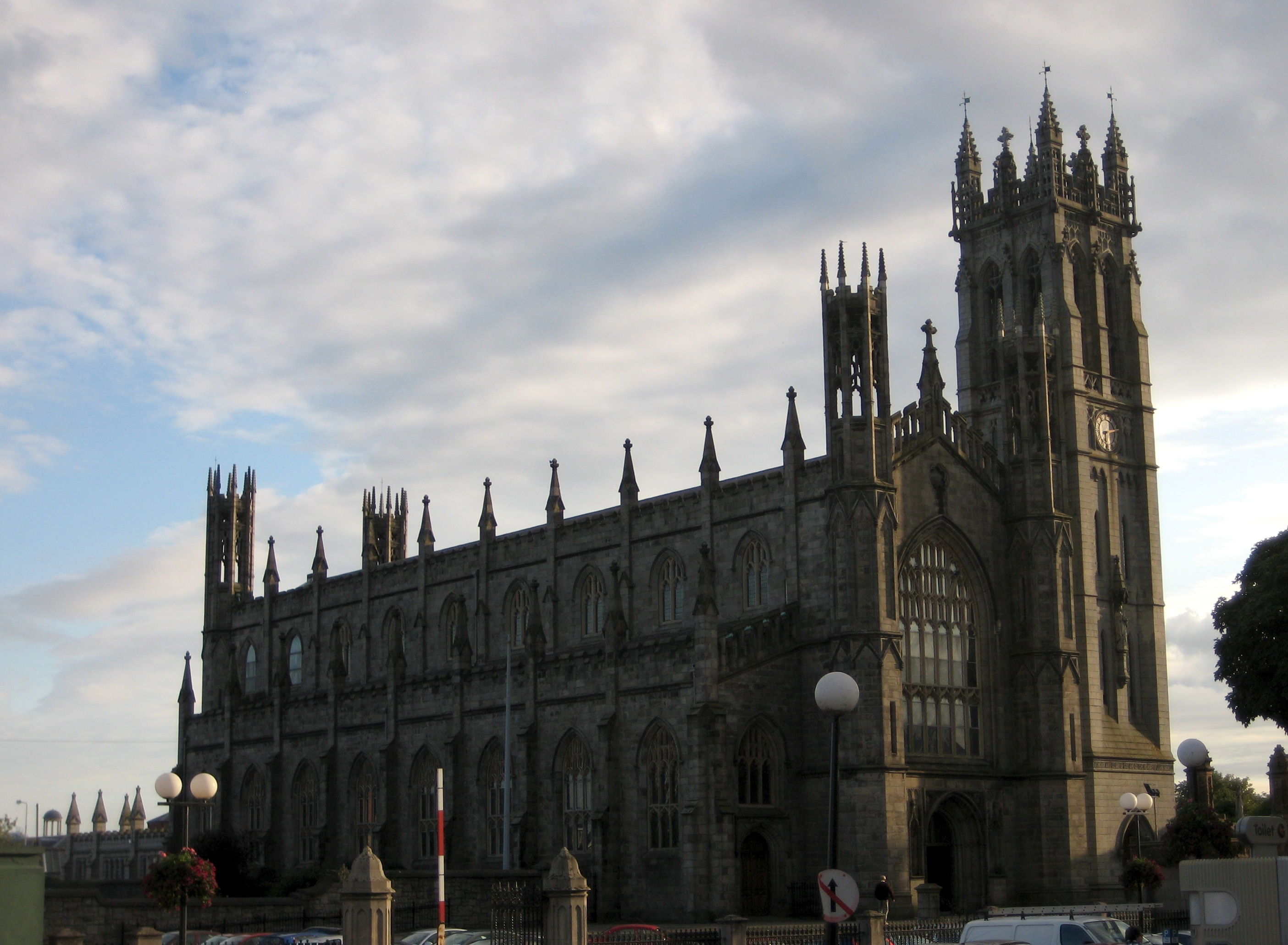
Церква святого Патріка в Дандолку